# Patricio Noriega
Ernesto Patricio Noriega (Buenos Aires, 22 de octubre de 1971) es un exjugador argentino de rugby que se desempeñaba como pilar. Internacional con la selección de rugby de Argentina de 1991 a 1995 y con la selección de rugby de Australia de 1998 a 2003.

## Biografía
Empezó su carrera en Hindú Club e hizo su test debut para los Pumas en 1991 contra Paraguay. 
En 1996 migró a Australia para formar parte del equipo Brumbies. Después de algunas temporadas, le ofrecieron jugar para los Wallabies e hizo su test debut contra la Francia en 1998. Sin embargo sufrió una lesión en el hombro en vísperas de la Copa Mundial de Rugby de 1999 y le fue imposible jugar para su nuevo equipo nacional en su campaña victoriosa, aunque cabe destacar que hizo el viaje con el seleccionado y formó parte del equipo. En 2000 jugó para el equipo francés Stade Français Paris antes de formar parte de otro equipo del Super Rugby, Waratahs, al año siguiente. Jugó su último partido con los Wallabies en el 2003 frente a los Springboks y en marzo de 2004 tuvo que retirarse por una lesión crónica en la espalda.
Comenzó su carrera de entrenador en su club formador, Hindú, donde ganó el Torneo Nacional de Clubes de 2005 y el Torneo de la URBA de 2006.

## Participaciones en Copas del Mundo
El Pato Noriega disputó dos mundiales, con dos distintas selecciones. Lo hizo en Sudáfrica 1995 con Argentina, donde los Pumas fueron eliminados en primera fase. Cuatro años más tarde jugó para Australia en Gales 1999, aunque no jugó ningún partido por lesionarse el hombro y no recuperarse hasta el final del torneo, los Wallabies se consagraron Campeones del Mundo.
| Mundial                       | Sede      | Resultado    | PJ | Tries |
| ----------------------------- | --------- | ------------ | -- | ----- |
| Copa Mundial de Rugby de 1995 | Sudáfrica | Primera fase | 3  | 1     |
| Copa Mundial de Rugby de 1999 | Gales     | Campeón      | 0  | 0     |

- 1995: jugó el Mundial con Argentina.
- 1999: jugó el Mundial con Australia.